# Юханссон, Маркус
Маркус Ларс Юханссон (швед. Marcus Lars Johansson; род. 6 октября 1990, Ландскруна, Мальмёхус) — шведский хоккеист, нападающий клуба НХЛ «Миннесота Уайлд». Бронзовый призёр чемпионата мира в составе сборной Швеции (2024).

## Карьера игрока

### Ранние годы
Свою игровую карьеру Маркус Юханссон начинал с выступлений за юниорскую команду клуба второго шведского дивизиона «Мальмё». В сезоне 2005/2006 в 12 играх регулярного чемпионата он сделал 7 передач, а в 6 играх плей-офф — 4 передачи.
С 2006 года Юханссон начал выступать за клуб «Ферьестад», в котором провёл три года и стал Чемпионом Швеции в 2009 году.
В сезоне 2006/2007 форвард играл за молодёжную команду клуба, набрав в 12 играх чемпионата 14 (5+9) очков, а в 8 играх плей-офф — 10 (7+3) очков. Он также принимал участие в TV-pucken (национальный хоккейный турнир среди юниорских команд из 24 округов Швеции), выступая за команду лена Сконе, и набрал 10 (5+5) очков в 8 матчах.
В сезоне 2007/2008 Юханссон, помимо выступлений за молодёжную команду «Ферьестад», играл в клубе третьего шведского дивизиона «Скаре», в котором хоккеист находился на правах аренды. В том же сезоне состоялся его дебют в Шведской хоккейной лиге (SHL). За три игры он не заработал ни одного очка, но зато это были матчи серии плей-офф.
Следующий сезон 2008/2009 практически полностью провёл в SHL, выступая за «Ферьестад», и выиграл с клубом регулярный сезон и плей-офф чемпионата. В 45 играх хоккеист набрал 10 (5+5) очков. В том же сезоне он снова был отдан в аренду клубу «Скаре» и провёл в третьем дивизионе 10 матчей, набрав 10 (5+5) очков.
В течение сезона 2009/2010 Юханссон закрепился в основном составе «Ферьестад» и по количеству забитых шайб занял 4-е место в команде со своими 10 голами.

### Клубная карьера
Маркус Юханссон был выбран на драфте НХЛ 2009 года в первом раунде под общим 24-м номером клубом «Вашингтон Кэпиталз». 17 мая 2010 года он подписал со столичным клубом трёхлетний контракт новичка. Свой первый гол в НХЛ Юханссон забил 19 октября 2010 года в ворота «Бостон Брюинз». За свой дебютный сезон 2010/2011 в НХЛ швед провёл 69 матчей и набрал 27 очков (13+14), как правило играя во втором или третьем звене.
Первый дубль в карьере Юханссон сделал в январе 2011 года, забросив две шайбы в ворота «Флориды Пантерз».
Во время локаута в НХЛ в 2012 году Юханссон играл за шведский клуб из второго дивизиона «БИК Карлскуга», заработав 18 (8+10) очков в 16 играх.
По итогам сезона 2012/2013 Юханссон набрал 22 (6+16) очка в 34 матчах регулярного чемпионата и 2 (1+1) очка в 7 играх плей-офф. Этот сезон он провёл в тройке с Никласом Бэкстремом и Александром Овечкиным. 5 июля 2013 года хоккеист стал ограниченно свободным агентом, а в сентябре «Вашингтон Кэпиталз» продлил контракт с нападающим на 2 года на сумму $ 4 млн долларов.
В ноябре 2014 года в матче регулярного чемпионата НХЛ с «Тампой-Бэй Лайтнинг» Маркус Юханссон сделал свою сотую результативную передачу в лиге, отдав голевой пас Трою Брауэру.
За регулярный сезон 2014/15 Юханссон набрал 47 (20+27) очков в 82 матчах. Летом 2015 года Маркус Юханссон стал ограниченно свободным агентом, а 1 августа 2015 года «Кэпиталз» продлили контракт со шведом на один год на сумму 3,75 млн долларов.
В январе 2016 года форвард был дисквалифицирован на 2 матча за удар в голову защитника «Нью-Йорк Айлендерс» Томаса Хики. Кроме того, Юханссон заплатил 40 тыс. долларов в качестве штрафа.
По окончании сезона, как ограниченно свободный агент, подписал с «Вашингтоном» трёхлетний контракт на 13,75 млн долларов.
Летом 2017 года из-за проблем с потолком зарплат у «Кэпиталз» был обменян в «Нью-Джерси Девилз» на выборы во 2-м и 3-м раунде драфта 2018.
После обмена Маркус Юханссон рассказал, что был шокирован сделкой.
Сезон 2017/2018 в составе «Нью-Джерси Девилз» омрачился для игрока двумя сотрясениями мозга.
Второе сотрясение было получено после удара локтем в голову со стороны Брэда Маршана, который был позже дисквалифицирован лигой на 5 матчей.

### Международная карьера

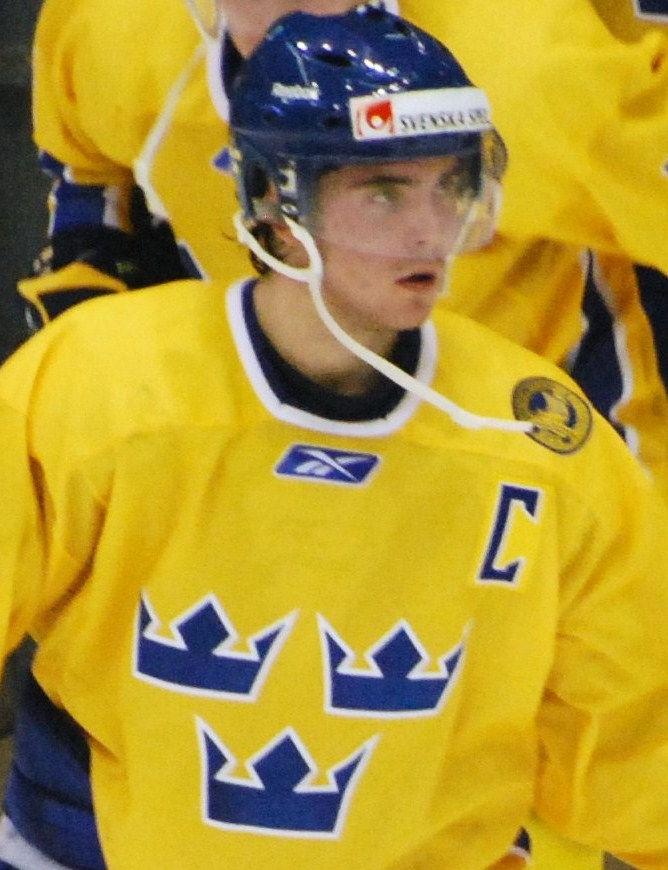
Маркус Юханссон в составе сборной Швеции на молодёжном чемпионате мира 2010

Маркус прошёл все возрастные сборные Швеции от 17 до 20 лет. Он принимал участие в двух молодёжных чемпионатах мира 2009 и 2010 годов, на которых выиграл серебряную и бронзовую медали (будучи капитаном сборной) соответственно. В первой сборной Швеции с 2012 года. Серебряный призёр Олимпийских игр 2014 года.
На чемпионате мира 2024 года стал лучшим бомбардиром сборной Швеции — 12 очков (6+6) в 9 матчах при показателе полезности +14. Шведы завоевали бронзовые медали, переиграв в матче за третье место канадцев.

## Статистика
| Легенда | Легенда                    | Легенда | Легенда                   | Легенда | Легенда    |
| ------- | -------------------------- | ------- | ------------------------- | ------- | ---------- |
| И       | Количество проведённых игр | Штр     | Штрафное время            | +/−     | Плюс-минус |
| Г       | Голы                       | П       | Голевые передачи          | О       | Очки       |
| -       | Статистика неизвестна      | —       | Статистика не учитывалась |         |            |